# Löwengrube bei Altdorf

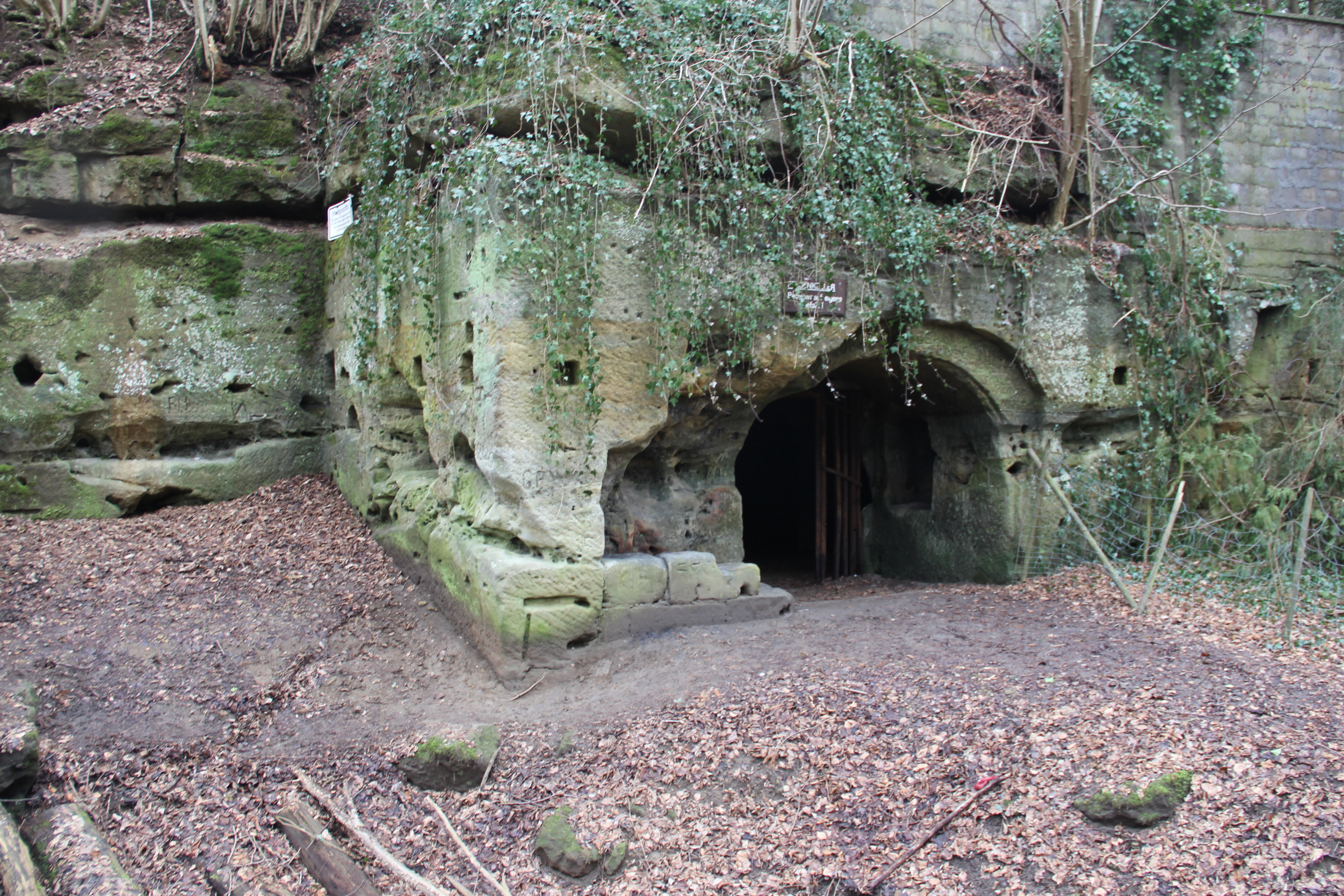
Die Löwengrube

Die Löwengrube ist ein künstlich angelegter Felsenkeller und befindet sich südlich von Altdorf bei Nürnberg.

## Beschreibung
Die Löwengrube besteht aus einem geräumigen Felsenkeller und einer Felsengalerie, die früher als Kegelbahn genutzt wurde. 
Das ganze Gelände wurde früher als Steinbruch genutzt. 
Benannt wurde die Löwengrube, früher Löwengruft, nach Friedrich Gottlieb von Löwenstern, der maßgeblich zu ihrer Erschließung beigetragen hat.
Die Löwengrube zählt zu den schönsten Naturdenkmälern rund um Altdorf.

## Geotop
Die Löwengrube ist vom Bayerischen Landesamt für Umwelt als Geotop 574G001 ausgewiesen. Siehe hierzu auch die Liste der Geotope im Landkreis Nürnberger Land.

## Geologie
Vor etwa 200 Millionen Jahren, in der Übergangszeit zwischen Trias (Oberer Keuper = Rhät) und Jura (Lias), gab es in Mittelfranken ein flaches Binnenmeer im Nordwesten und Festland im Südosten. In diesem Meer wurden feinkörnige und sandige Sedimente abgelagert, die sich später zu Ton- und Sandstein verfestigten. Da man nicht klar unterscheiden kann, welche der Gesteine dem Rhät und welche dem Lias zuzuordnen sind, bezeichnet man diese als Rhät-Lias-Übergangsschichten. 
Das Wasser bildete an den Anschluss zur Löwengrube eine kleine Rhätschlucht. An den Oberhängen und am Oberlauf des kleinen Baches, der bald in die Schwarzach mündet, findet man vorzugsweise hellen Rhätsandstein.

## Geschichte

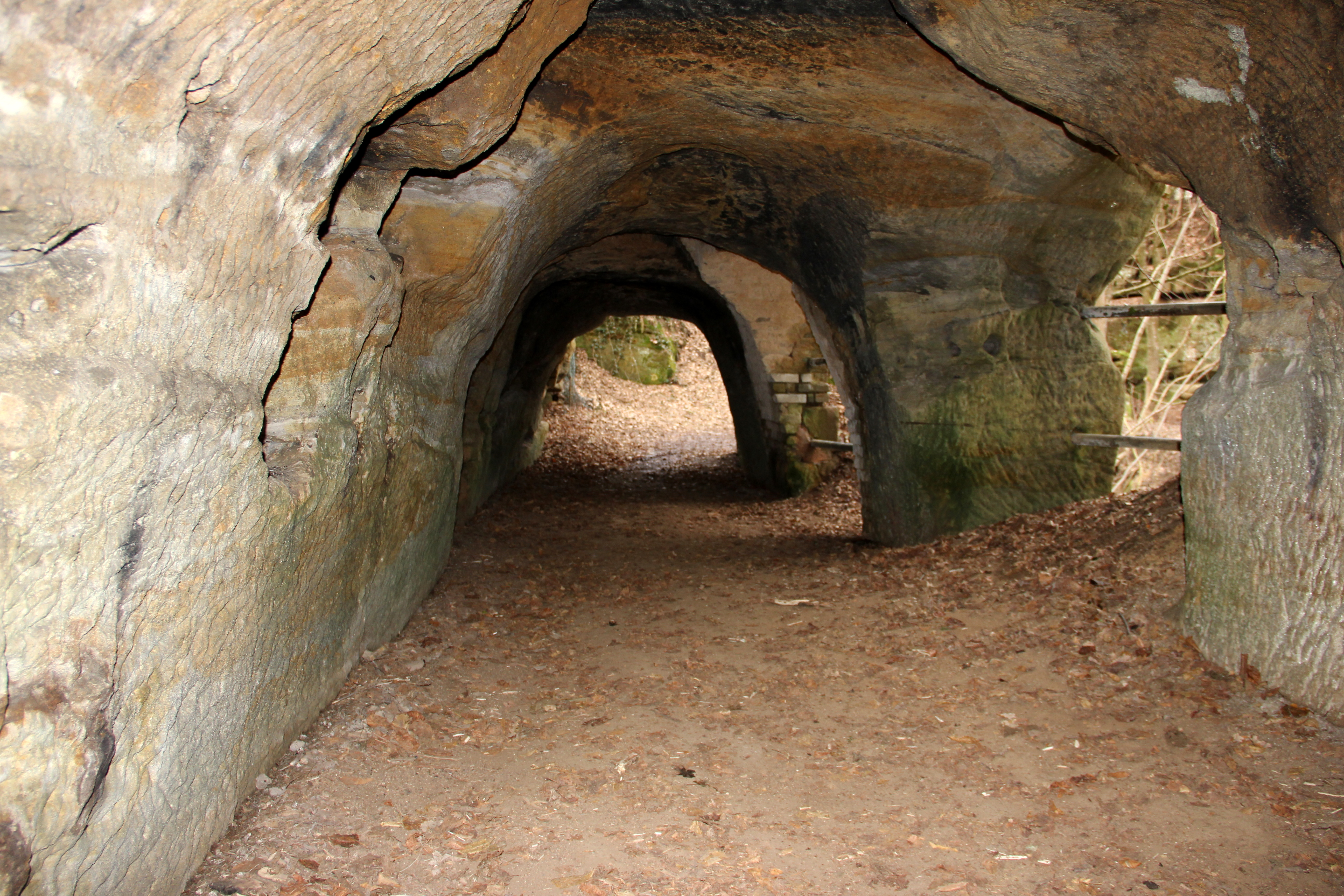
Die Kegelbahn

Der ursprüngliche Steinbruch versorgte von 1571 bis 1575 die Baustelle des ehemaligen Universitätsgebäudes der Stadt Altdorf (heute Wichernhaus), mit feinkörnigem Sandstein. Auch wurde das Quadermaterial, das die Altdorfer Bürgerschaft zum Bau der Stadtmauer im 14. und 15. Jahrhundert benötigte, hier zum Teil abgebaut. Über den „Grasigen Weg“ transportieren Ochsengespanne in mühevoller Arbeit die Steine bis in die Altstadt. 
Anschließend geriet der Ort wieder in Vergessenheit.
Am 11. März 1686 erfolgte die Wiederentdeckung, durch den Hofmeister Johann Christian Christ. 
Zusammen mit den Patriziersöhnen Haller und Löffelholz, Baron Friedrich Gottlieb von Löwenstern und der Tischkompanie von Professor Daniel Moller (Rektor an der Universität Altdorf) gelang es, die Wildnis zu roden. In den Fels gehauene Sitzgruppen und „Sitz und Stellung für Trompeter und Paucker“ an erhöhter Position ergänzen den zukünftigen Festplatz. Über das Tor im Fels ritzten sie den Spruch: „Wer nicht geweiht ist unserem Leben, der soll die Höhle nie betreten“.
Ostern 1686 wurde das Areal von Altdorfer Studenten eingeweiht und nachfolgend für viele feuchtfröhliche Feste genutzt. Auch fanden an diesem „Lustort“ verbotene Studentenduelle statt. 
Als die Universität 1809 geschlossen wurde, legte eine Gruppe brauberechtigter Bürger auf dem Gelände einen Bierkeller und in einer zweiten, länglichen Höhle eine Kegelbahn in einer Felsenbogenhalle mit seitlichen Bogenöffnungen an.
Beides ist heute noch gut erkennbar.
Im 19. Jahrhundert richteten Wassermassen große Schäden an der Anlage an. 
1886 feiert man unter dem Seminarlehrer Johann Böhm nach der Wiederherstellung der Löwengrube deren 200-jähriges Bestehen.

## Auer’sche Bierkeller

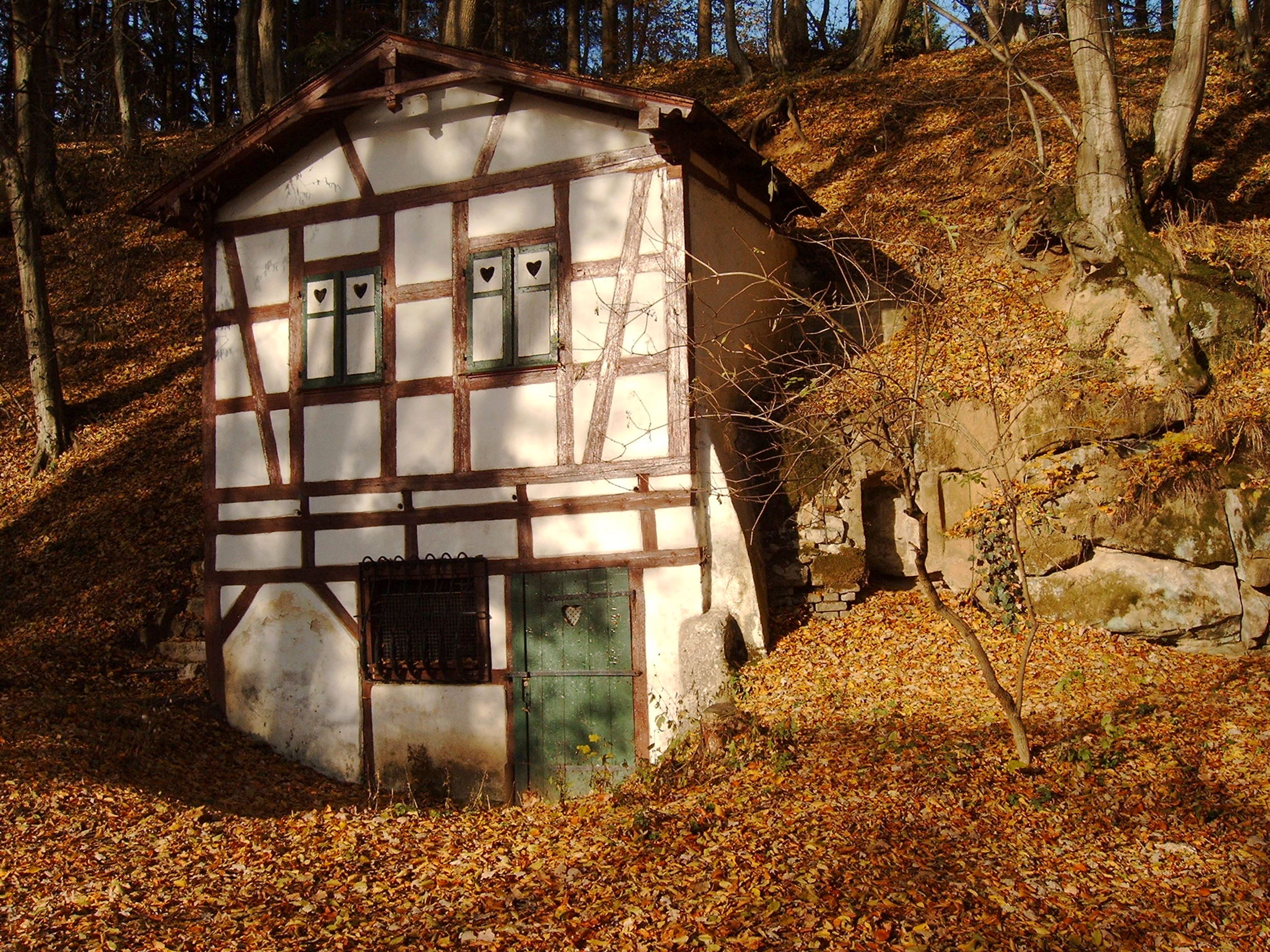
Der Auer'sche Bierkeller im Herbst 2003

In der Löwengrube, den Felsenkellern und dem nahe gelegenen Auer’schen Bierkeller finden schon lange keine studentischen Festivitäten mehr statt. Der Auer’sche Bierkeller wird heute manchmal für Kunstausstellungen genutzt.

## Zugang

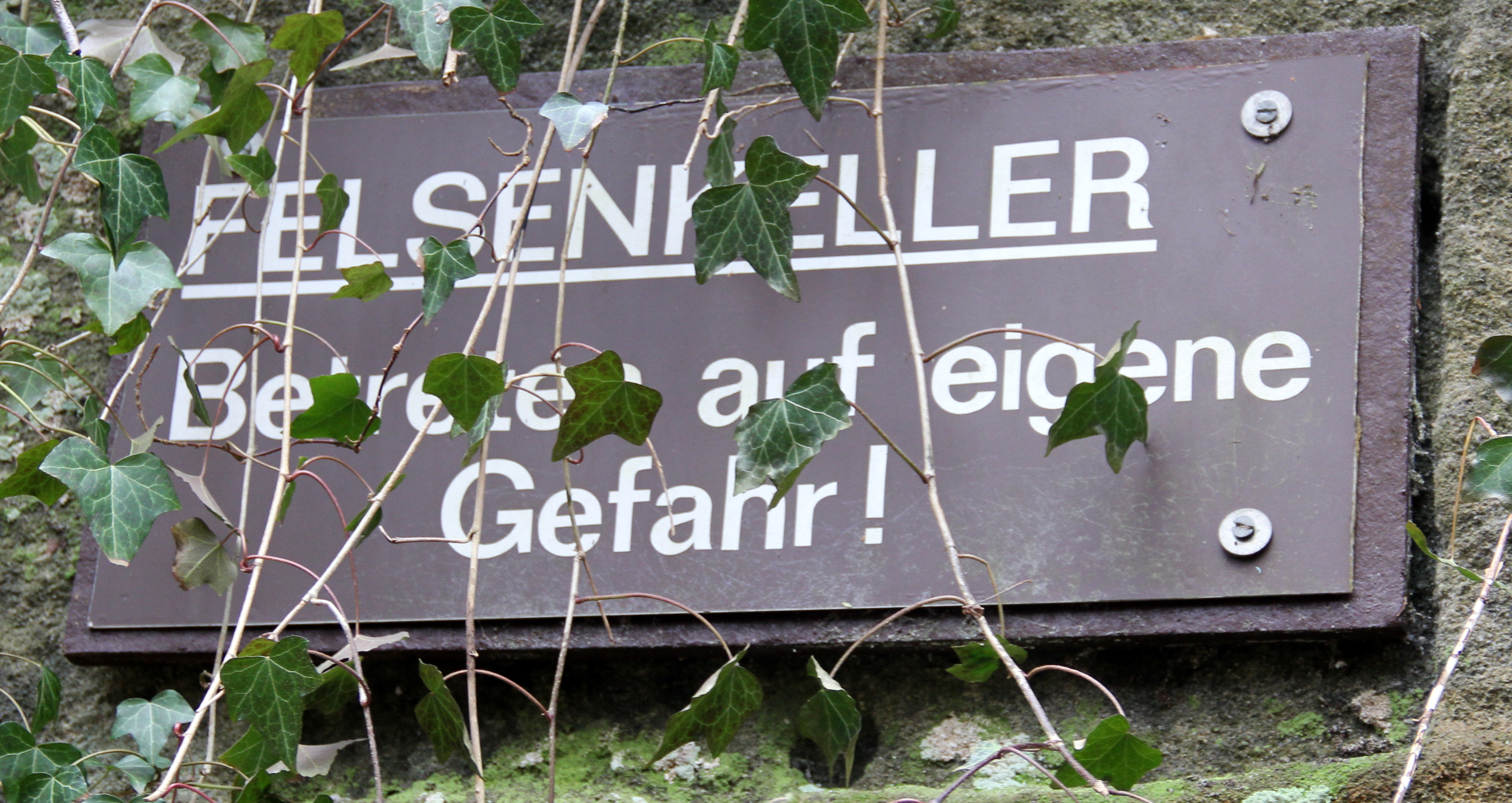
Warnung

Heute bildet die Löwengrube ein nahtouristisches Ausflugsziel. Der Keller ist auf eigene Gefahr frei zugänglich. Über einen mit einer weißen 3 auf grünem Grund gekennzeichneten Wanderweg (Streckenverlauf siehe OpenStreetMap unter Rundwanderweg 3, Löwengrube) ist sie von Altdorf gut erreichbar.